# Desi Slava
Desislava Ivanova Doneva (bulgară Десислава Иванова Донева, n. 7 martie 1979, Radnevo, Bulgaria), cunoscută mai bine ca Desi Slava (Деси Слава) sau Dess, este o cântăreață bulgară de muzică populară și pop-folk.
Desi Slava a participat în Selecția Națională Eurovision a Bulgariei în 2012.